# 曳馬站
曳馬站（日语：／ Hikuma eki */?）是位於靜岡縣濱松市中央區曳馬，屬於遠州鐵道的鐵道線車站。車站編號為06。

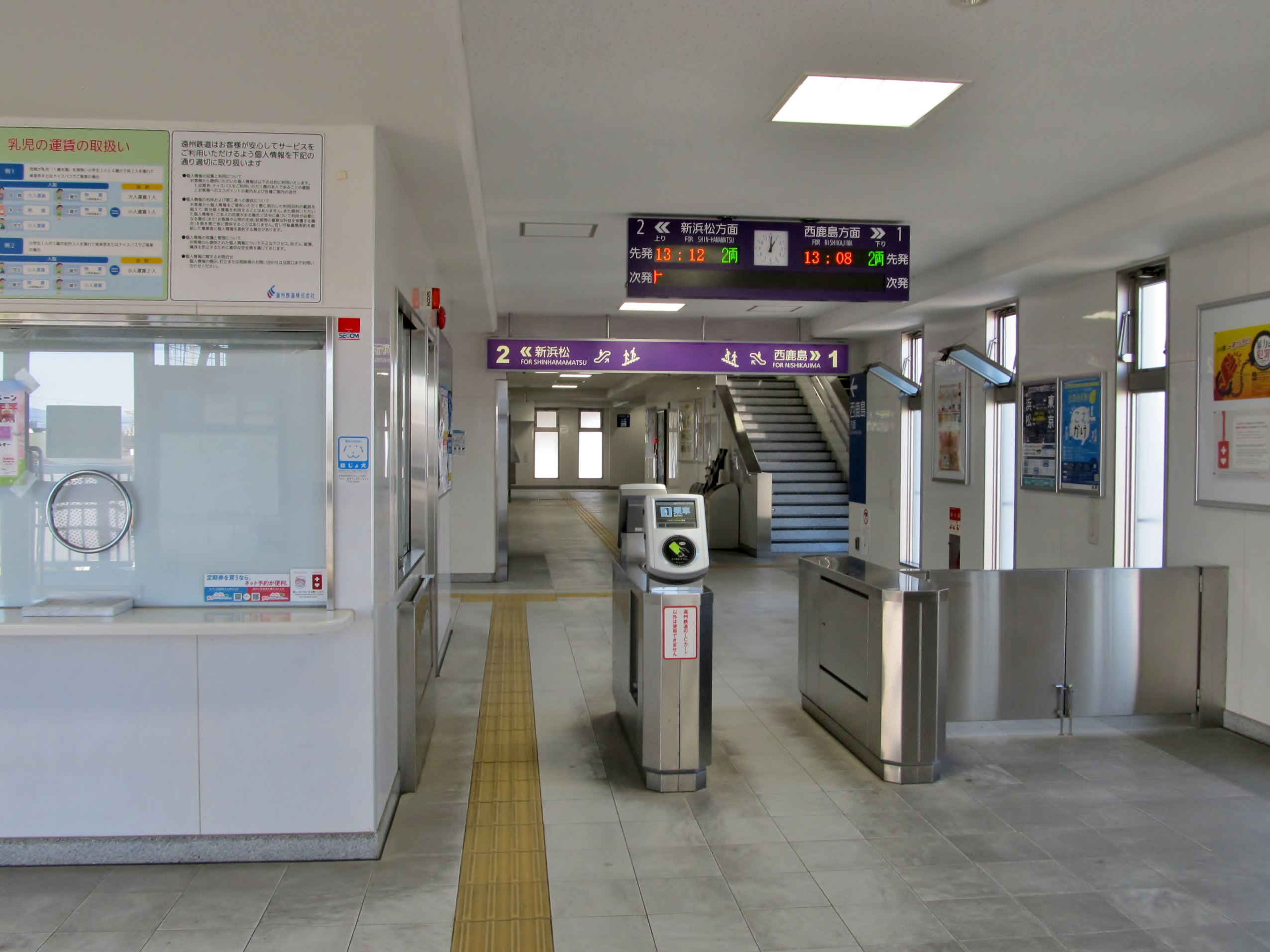
驗票口（2025年1月）

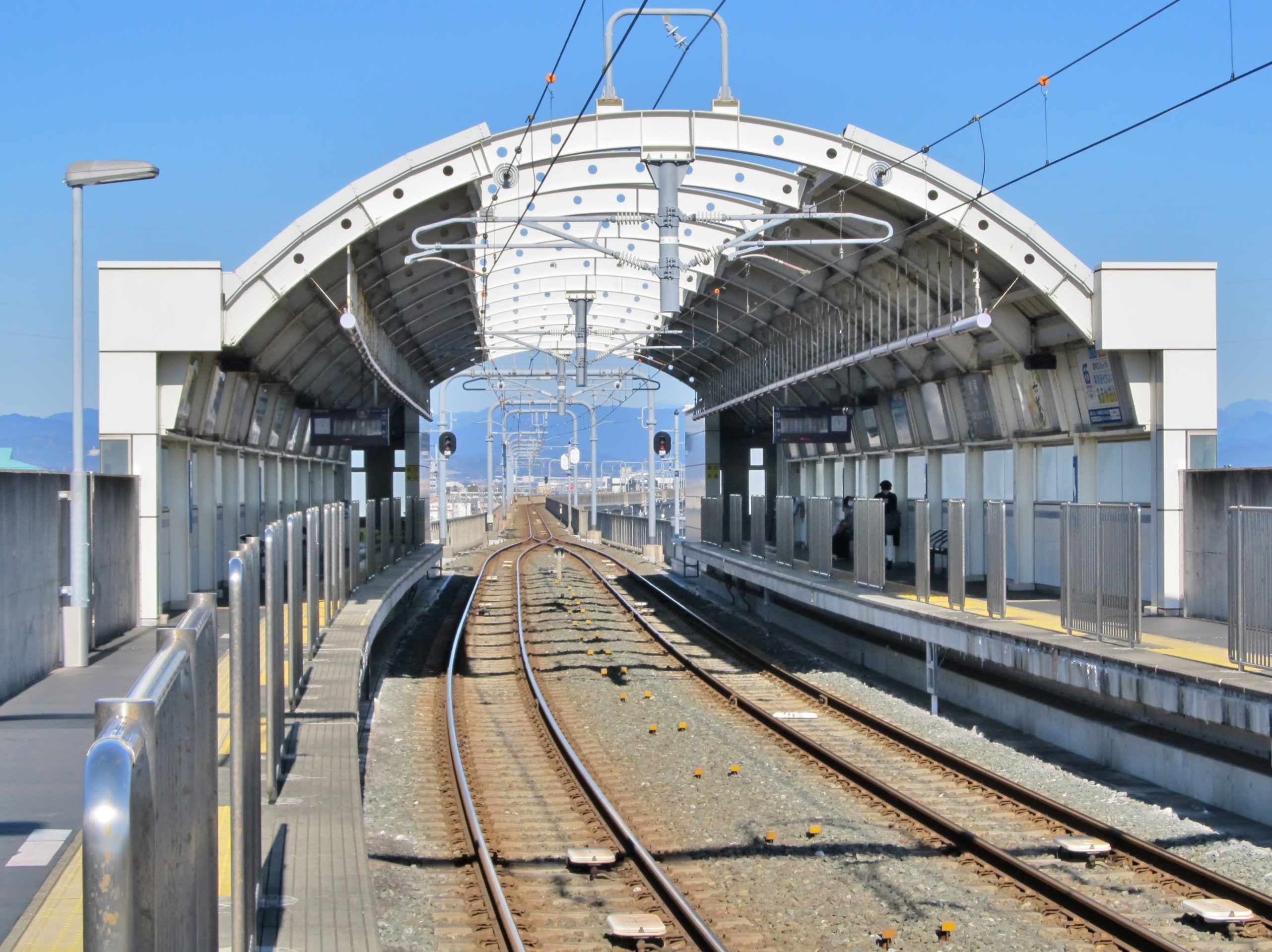
月台（2025年1月）

## 歷史

### 站名的由來
本站啟用時取用當地的名稱（濱名郡曳馬村大字島之鄉）島之鄉作為站名。
後來曳馬村於1934年成為曳馬町。在1936年曳馬町編入至濱松市，成為濱松市曳馬町大字島之鄉。島之鄉地區在1941年編入至濱松市曳馬町內，因此於戰後的1951年改林為遠州曳馬站。而在2012年高架化之際，車站改名為曳馬站。

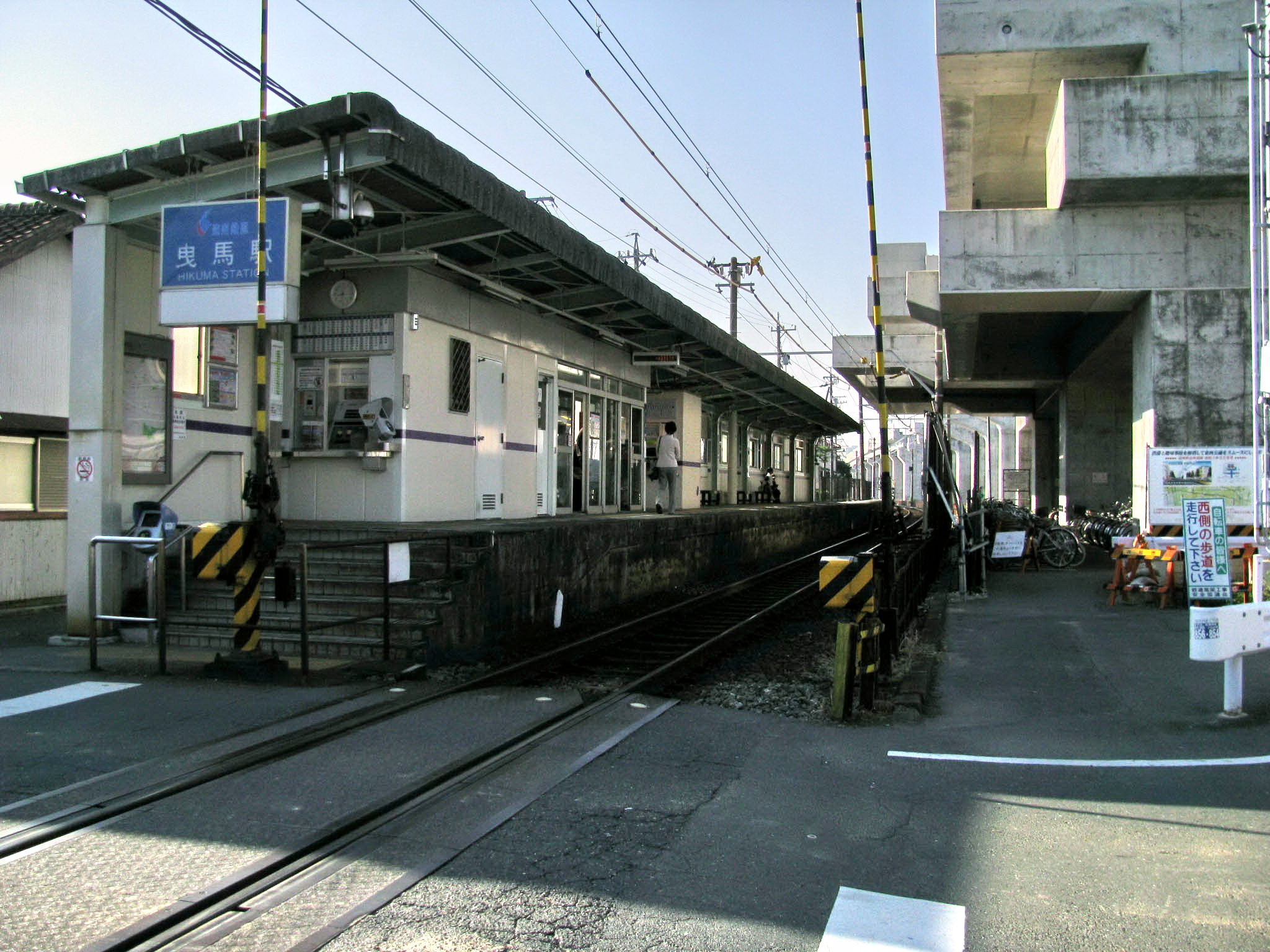
遠州曳馬站（2008年10月）

### 年表
- 1909年（明治42年）12月6日 - 島之鄉站啟用。
- 1923年（大正12年）4月1日頃 - 車站改名為遠州島之鄉站。
- 1951年（昭和31年）11月1日 - 車站改名為遠州曳馬站。
- 2012年（平成24年）11月24日 - 車站高架化，車站改名為曳馬站[2][1]。

## 車站構造
此站是高架車站與有人車站，並設有2面2線的相對式月台。車站東北和西北方設有單車停泊場（可容納302架）。
此站在地面車站時代只設有1面1線的單式月台，並且僅在月台上設置候車室，候車室內則設有自動售票機和空調設備。此站當時為整日無人車站，在部分時段中派遣職員負責收集車票。而在地面車站時代，車站正式名稱中帶有「遠州」二字，名為「遠州曳馬站」，但是在各種標示和車內廣播中會省略「遠州」兩字，只會標示「曳馬站」。

### 月台
| 月台 | 路線            | 上下行 | 方向             |
| ---- | --------------- | ------ | ---------------- |
| 1    | ■遠州鐵道鐵道線 | 下行   | 濱北、西鹿島方向 |
| 2    | ■遠州鐵道鐵道線 | 上行   | 新濱松方向       |

## 使用狀況
在2018年度（平成30年度）的總乘車人次為485,851人（18座車站中排名第7），下車人次為467,307人（18座車站中排名第8）。此站的乘客主要來自附近的上學，上班的人士。
以下為不同年度的乘車人次和下車人次：
| 一年總間乘車人次和下車人次彎化 | 一年總間乘車人次和下車人次彎化 | 一年總間乘車人次和下車人次彎化 | 一年總間乘車人次和下車人次彎化 |
| 年度                           | 遠州鐵道                       | 遠州鐵道                       | 參考資料、備註                 |
| 年度                           | 乘車人次                       | 下車人次                       | 參考資料、備註                 |
| ------------------------------ | ------------------------------ | ------------------------------ | ------------------------------ |
| 1980年度（昭和55年度）         | 381,007 人                     | 382,608 人                     | [ 4 ]                          |
| 1981年度（昭和56年度）         | 362,933 人                     | 373,687 人                     | [ 5 ]                          |
| 1982年度（昭和57年度）         | 344,186 人                     | 354,834 人                     | [ 6 ]                          |
| 1983年度（昭和58年度）         | 312,314 人                     | 324,074 人                     | [ 7 ]                          |
| 1984年度（昭和59年度）         | 287,096 人                     | 296,136 人                     | [ 8 ]                          |
| 1985年度（昭和60年度）         | 296,404 人                     | 300,000 人                     | [ 9 ]                          |
| 1986年度（昭和61年度）         | 350,928 人                     | 351,353 人                     | [ 10 ]                         |
| 1987年度（昭和62年度）         | 394,779 人                     | 395,534 人                     | [ 11 ]                         |
| 1988年度（昭和63年度）         | 412,702 人                     | 411,805 人                     | [ 12 ]                         |
| 1989年度（平成元年度）         | 429,786 人                     | 432,836 人                     | [ 13 ]                         |
| 1990年度（平成2年度）          | 465,372 人                     | 464,481 人                     | [ 14 ]                         |
| 1991年度（平成3年度）          | 483,206 人                     | 482,783 人                     | [ 15 ]                         |
| 1992年度（平成4年度）          | 493,631 人                     | 498,492 人                     | [ 16 ]                         |
| 1993年度（平成5年度）          | 484,560 人                     | 490,167 人                     | [ 17 ]                         |
| 1994年度（平成6年度）          | 473,957 人                     | 474,707 人                     | [ 18 ]                         |
| 1995年度（平成7年度）          | 465,999 人                     | 463,353 人                     | [ 19 ]                         |
| 1996年度（平成8年度）          | 481,025 人                     | 471,358 人                     | [ 20 ]                         |
| 1997年度（平成9年度）          | 522,967 人                     | 512,966 人                     | [ 21 ]                         |
| 1998年度（平成10年度）         | 520,132 人                     | 499,695 人                     | [ 22 ]                         |
| 1999年度（平成11年度）         | 483,405 人                     | 466,744 人                     | [ 23 ]                         |
| 2000年度（平成12年度）         | 482,777 人                     | 464,833 人                     | [ 24 ]                         |
| 2001年度（平成13年度）         | 503,851 人                     | 482,947 人                     | [ 25 ]                         |
| 2002年度（平成14年度）         | 475,745 人                     | 459,132 人                     | [ 26 ]                         |
| 2003年度（平成15年度）         | 492,057 人                     | 480,062 人                     | [ 27 ]                         |
| 2004年度（平成16年度）         | 475,410 人                     | 469,397 人                     | [ 28 ]                         |
| 2005年度（平成17年度）         | 431,987 人                     | 417,297 人                     | [ 29 ]                         |
| 2006年度（平成18年度）         | 439,560 人                     | 426,440 人                     | [ 30 ]                         |
| 2007年度（平成19年度）         | 468,484 人                     | 450,563 人                     | [ 31 ]                         |
| 2008年度（平成20年度）         | 482,220 人                     | 467,030 人                     | [ 32 ]                         |
| 2009年度（平成21年度）         | 443,196 人                     | 427,505 人                     | [ 33 ]                         |
| 2010年度（平成22年度）         | 428,445 人                     | 415,497 人                     | [ 34 ]                         |
| 2011年度（平成23年度）         | 436,297 人                     | 425,420 人                     | [ 35 ]                         |
| 2012年度（平成24年度）         | 461,061 人                     | 447,363 人                     | [ 36 ]                         |
| 2013年度（平成25年度）         | 456,446 人                     | 440,698 人                     | [ 37 ]                         |
| 2014年度（平成26年度）         | 478,504 人                     | 458,981 人                     | [ 38 ]                         |
| 2015年度（平成27年度）         | 480,000 人                     | 463,596 人                     | [ 39 ]                         |
| 2016年度（平成28年度）         | 482,011 人                     | 465,339 人                     | [ 40 ]                         |
| 2017年度（平成29年度）         | 470,062 人                     | 453,895 人                     | [ 41 ]                         |
| 2018年度（平成30年度）         | 485,851 人                     | 467,307 人                     | [ 3 ]                          |

## 車站周邊
- 濱松市立曳馬中學（日语：浜松市立曳馬中学校）
- 濱松市立上島小學（日语：浜松市立上島小学校）
- 溫州濱松農業協同組合（日语：とぴあ浜松農業協同組合） 曳馬分店

## 相鄰車站
遠州鐵道
■鐵道線
助信（05）－曳馬（06）－上島（07）

## 注腳
1. 1 2  遠州鉄道公式Twitterの新聞記事画像 （页面存档备份，存于）（日語）
2. ↑   (PDF) (新闻稿). 遠州鐵道: 2. 2012-11-01  [2012-11-24]. （原始内容存档 (PDF)于2016-03-04） （日语）.
3. 1 2  《靜岡縣統計年鑑 平成30年》 運輸・通信 鉄道運輸状況 （页面存档备份，存于）（日語）
4. ↑  《靜岡縣統計年鑑 昭和55年》 NDL 82024736 pp. 287-289
5. ↑  《靜岡縣統計年鑑 昭和56年》 NDL 83020918 pp. 287-289
6. ↑  《靜岡縣統計年鑑 昭和57年》 NDL 84021214 pp. 279-281
7. ↑  《靜岡縣統計年鑑 昭和58年》 NDL 85042552 pp. 279-281
8. ↑  《靜岡縣統計年鑑 昭和59年》 書誌情報 （页面存档备份，存于） pp. 279-281
9. ↑  《靜岡縣統計年鑑 昭和60年》 運輸・通信 私鉄運輸状況 （页面存档备份，存于）（日語）
10. ↑  《靜岡縣統計年鑑 昭和61年》 運輸・通信 私鉄運輸状況 （页面存档备份，存于）（日語）
11. ↑  《靜岡縣統計年鑑 昭和62年》 運輸・通信 鉄道運輸状況 （页面存档备份，存于）（日語）
12. ↑  《靜岡縣統計年鑑 昭和63年》 運輸・通信 鉄道運輸状況 （页面存档备份，存于）（日語）
13. ↑  《靜岡縣統計年鑑 平成元年》 運輸・通信 鉄道運輸状況 （页面存档备份，存于）（日語）
14. ↑  《靜岡縣統計年鑑 平成2年》 運輸・通信 鉄道運輸状況 （页面存档备份，存于）（日語）
15. ↑  《靜岡縣統計年鑑 平成3年》 運輸・通信 鉄道運輸状況 （页面存档备份，存于）（日語）
16. ↑  《靜岡縣統計年鑑 平成4年》 運輸・通信 鉄道運輸状況 （页面存档备份，存于）（日語）
17. ↑  《靜岡縣統計年鑑 平成5年》 運輸・通信 鉄道運輸状況 （页面存档备份，存于）（日語）
18. ↑  《靜岡縣統計年鑑 平成6年》 運輸・通信 鉄道運輸状況 （页面存档备份，存于）（日語）
19. ↑  《靜岡縣統計年鑑 平成7年》 運輸・通信 鉄道運輸状況 （页面存档备份，存于）（日語）
20. ↑  《靜岡縣統計年鑑 平成8年》 運輸・通信 鉄道運輸状況 （页面存档备份，存于）（日語）
21. ↑  《靜岡縣統計年鑑 平成9年》 運輸・通信 鉄道運輸状況 （页面存档备份，存于）（日語）
22. ↑  《靜岡縣統計年鑑 平成10年》 運輸・通信 鉄道運輸状況 （页面存档备份，存于）（日語）
23. ↑  《靜岡縣統計年鑑 平成11年》 運輸・通信 鉄道運輸状況 （页面存档备份，存于）（日語）
24. ↑  《靜岡縣統計年鑑 平成12年》 運輸・通信 鉄道運輸状況 （页面存档备份，存于）（日語）
25. ↑  《靜岡縣統計年鑑 平成13年》 運輸・通信 鉄道運輸状況 （页面存档备份，存于）（日語）
26. ↑  《靜岡縣統計年鑑 平成14年》 運輸・通信 鉄道運輸状況 （页面存档备份，存于）（日語）
27. ↑  《靜岡縣統計年鑑 平成15年》 運輸・通信 鉄道運輸状況 （页面存档备份，存于）（日語）
28. ↑  《靜岡縣統計年鑑 平成16年》 運輸・通信 鉄道運輸状況 （页面存档备份，存于）（日語）
29. ↑  《靜岡縣統計年鑑 平成17年》 運輸・通信 鉄道運輸状況 （页面存档备份，存于）（日語）
30. ↑  《靜岡縣統計年鑑 平成18年》 運輸・通信 鉄道運輸状況 （页面存档备份，存于）（日語）
31. ↑  《靜岡縣統計年鑑 平成19年》 運輸・通信 鉄道運輸状況 （页面存档备份，存于）（日語）
32. ↑  《靜岡縣統計年鑑 平成20年》 運輸・通信 鉄道運輸状況 （页面存档备份，存于）（日語）
33. ↑  《靜岡縣統計年鑑 平成21年》 運輸・通信 鉄道運輸状況 （页面存档备份，存于）（日語）
34. ↑  《靜岡縣統計年鑑 平成22年》 運輸・通信 鉄道運輸状況 （页面存档备份，存于）（日語）
35. ↑  《靜岡縣統計年鑑 平成23年》 運輸・通信 鉄道運輸状況 （页面存档备份，存于）（日語）
36. ↑  《靜岡縣統計年鑑 平成24年》 運輸・通信 鉄道運輸状況 （页面存档备份，存于）（日語）
37. ↑  《靜岡縣統計年鑑 平成25年》 運輸・通信 鉄道運輸状況 （页面存档备份，存于）（日語）
38. ↑  《靜岡縣統計年鑑 平成26年》 運輸・通信 鉄道運輸状況 （页面存档备份，存于）（日語）
39. ↑  《靜岡縣統計年鑑 平成27年》 運輸・通信 鉄道運輸状況 （页面存档备份，存于）（日語）
40. ↑  《靜岡縣統計年鑑 平成28年》 運輸・通信 鉄道運輸状況 （页面存档备份，存于）（日語）
41. ↑  《靜岡縣統計年鑑 平成29年》 運輸・通信 鉄道運輸状況 （页面存档备份，存于）（日語）

## 外部連結
- 曳馬站（遠鐵電車各站資訊） （页面存档备份，存于）（日語）